# Manuel Tamayo Möller
Manuel Oswaldo Tamayo Möller (Arequipa, 27 de enero de 1878 - Lima, 20 de junio de 1909) fue un médico e investigador peruano, con trabajos reconocidos en salud pública, especialmente relacionados con la leishmaniasis en su país y la verruga peruana. Su vida y genealogía están ampliamente descritas en el texto Historia de los Tamayo del Perú de Augusto Tamayo San Román.

## Educación
Hijo del ingeniero Augusto Tamayo Chocano y de Guillermina Möller Sojo Vallejo, y hermano del ingeniero Augusto Tamayo Möller. Inició sus estudios en el Colegio Nacional de la Independencia Americana e ingresó después a la Facultad de Ciencias de la Universidad Nacional de San Agustín en Arequipa. Finalmente se trasladó a la Facultad de Medicina de la Universidad Nacional Mayor de San Marcos, donde optó por el grado de bachiller en medicina, el 16 de septiembre de 1899 con una tesis sobre la histología de la verruga nodular, recibiéndose de médico cirujano en 1901. En los libros de actas conservados en la Biblioteca de la Facultad de Medicina—llamada de San Fernando—de los años 1895 al 1899 constan las sesiones en que se le concede la certificación de Bachiller y la de Doctor, así como las menciones a su condición de alumno sobresaliente por estudios y notas.
Realizó estudios y se graduó en el Instituto Pasteur de París en 1902, y fue segundo secretario de las Legaciones del Perú en Francia y Alemania en 1903. Terminó su estancia comisionada en París el 21 de abril de 1903, como consta en la edición de El Comercio de esa fecha en la que se saluda la culminación de sus estudios en Europa en los que se ha especializado en «los más importantes avances realizados en bacteriología y seroterapia». Añade el suelto que ha sido designado por el Gobierno representante peruano en el Congreso Internacional de Medicina que se realizara en Madrid hacia mediados de ese mismo año.
De regreso en Lima se recibió de doctor en medicina en 1903 con una tesis sobre la policía sanitaria internacional del Perú, tesis que aún puede consultarse en la Biblioteca de la Facultad de San Fernando.
Se graduó igualmente como bachiller primero y después como doctor en Ciencias el 3 de octubre de 1904, con las tesis «Los rayos N de Blondiot y la Dermatobia noxalis».
Escribió igualmente para el Boletín de la Sociedad Geográfica, la Crónica Médica, la Gaceta de los Hospitales y la Gaceta Médica. En 1907 publica en la Crónica Médica un ensayo de clasificación de los tifo-similis de la Verruga Peruana febril. Fue coautor, con el doctor Alberto García, de un Informe sobre la laguna de Huacachina por el cual llaman "amarillo Tamayo" a una sustancia colorante de ese color, extraída de una de las plantas de dicha laguna. Igualmente en ese estudio apareció la primera descripción, con ilustraciones hechas por el autor, del "Anopheles Peruvianus", hasta entonces desconocida variedad de ese mosquito anofelino y por lo que se le conoce también como "Anopheles Peruvianus Tamayo".

## Carrera profesional

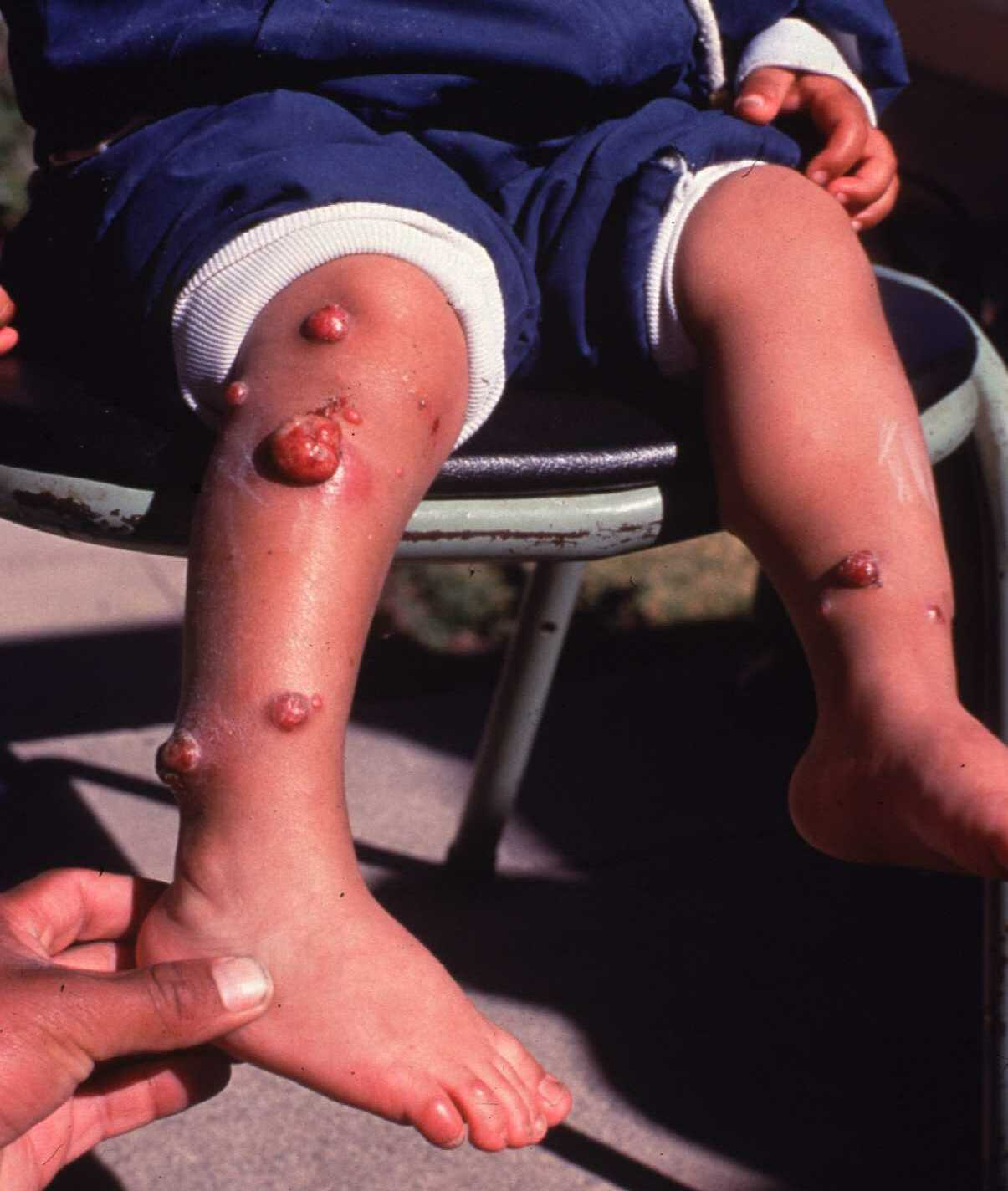
Verruga peruana, objeto de estudio por Manuel O. Tamayo en sus últimos años de vida.

Fue médico titular del Hospital de Santa Ana en 1904 y jefe de la sección bacteriológica del Instituto Municipal de Higiene. Ejerció la Dirección del Instituto Bacteriológico del Perú y como tal publicó importantes informes sobre el estado sanitario de la ciudad en las Memorias de la Municipalidad de los años 1904 y 1905. En 1905 participa en el Congreso de Sanidad en el Collège de France, en París. En 1906 participa en el XV Congreso de Medicina de Lisboa como secretario de la delegación peruana presidida honorariamente por Julio Becerra y ejecutivamente por Augusto Pérez Araníbar, al que asisten como delegados los doctores Manuel Odriozola, Constantino J. Carvallo y Leonidas Avendaño. En 1908 presenta en el IV Congreso Médico Latino-Americano su importante y reconocida monografía la uta en el Perú, hito fundamental en el estudio de esa enfermedad en el Perú.
Tamayo describió una forma infiltrante no ulcerada de la leishmaniasis: la pápula tuberculosa y la Uta ulcerosa. Fue el primero en describir en cortes microscópicos, que los bordes de la ulceración de la leishmaniasis, aparecen procesos de acantosis e hiperqueratosis y mitosis de la capa basal hasta en columnas epiteliales en vías de destrucción celular. Es uno de los pocos en descubrir que son forasteros en las zonas endémicas los que desarrollaban las formas graves de leishmaniasis peruana.
Fue premiado por la Municipalidad de Lima por su libro El alcoholismo. Fue el iniciador de la vacunación antirrábica en el Perú y fue igualmente el primer investigador que reprodujo la verruga peruana en animales de experimentación para su mejor estudio. Es uno de los médicos pioneros en la investigación de la verruga nodular, cuyos trabajos son ampliamente difundidos en innumerables textos especializados nacionales e internacionales de finales del siglo XIX y principios del XX. Fue el primero, en un artículo de la Revista Universitaria, en llamar la atención sobre la necesidad de crear la cátedra de enseñanza biológica en San Marcos. Carlos Enrique Paz-Soldán en el texto Decanos, maestros y médicos de la Facultad de Medicina de Lima, publicado en 1957 lo considera «gran patólogo tempranamente arrebatado a la Medicina patria». «Tamayo era la cultura, el entusiasmo y la inteligencia» dice el autor de ese texto.
Es gracias a esa intensa actividad y al múltiple reconocimiento de diversas instituciones de la época, que la comunidad médica en conjunción con su familia le dedicó como reconocimiento y homenaje, en su temprana muerte en 1909, un hermoso mausoleo en el entorno de la Cripta de los Héroes del Cementerio Presbítero Matías Maestro de Lima. El mausoleo lo adorna un ángel femenino, que deja ver sus piernas a través de una túnica exótica, mientras sostiene en las manos un bastón con una serpiente enroscada y hojas de olivo a la altura de los genitales.

## Publicaciones
Entre sus múltiples publicaciones pueden citarse:
- El alcoholismo. Premio de la Municipalidad de Lima.
- El síndrome amor
- El agua potable en Lima
- Apuntes sobre la bacteriología de la enfermedad de Carrión
- Un caso grave de sicastenia
- Apuntes sobre la rabia en el Perú